# نیروی زمینی اسرائیل

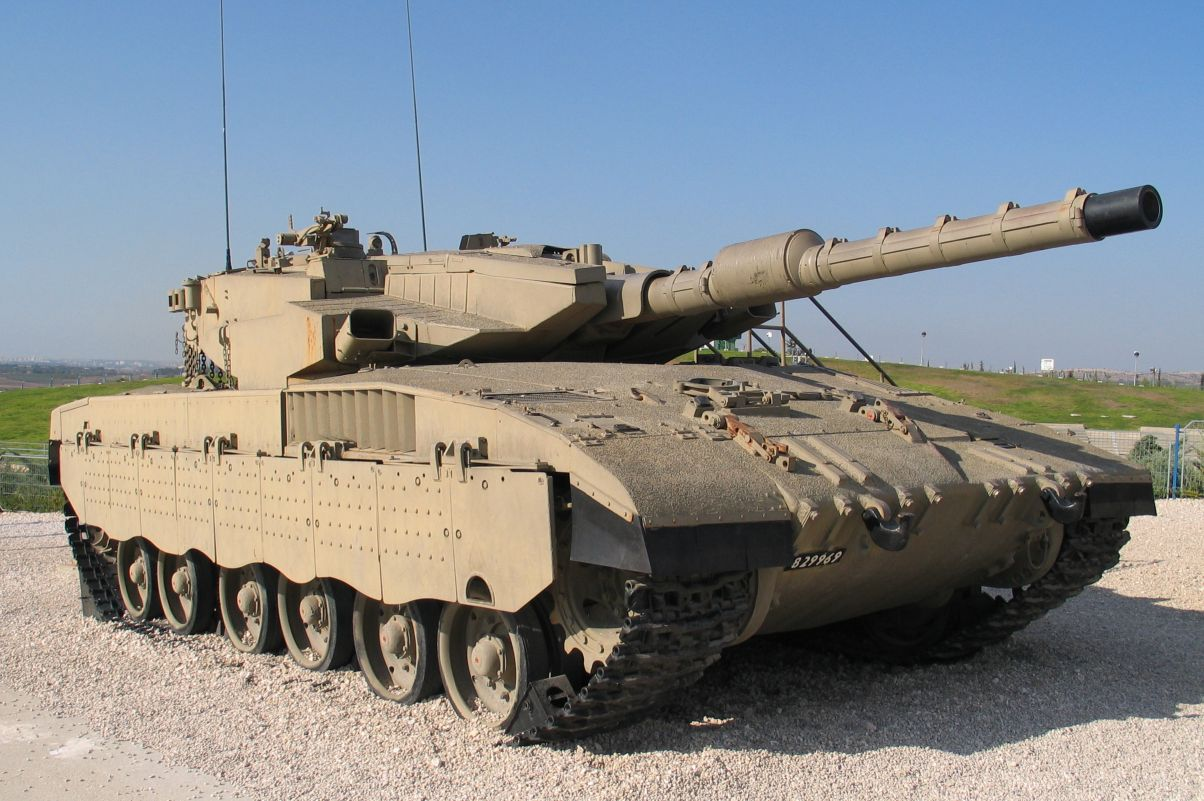
تصویری از تانک مرکاوا که از محصولات صنایع نظامی اسرائیل است.

نیروی زمینی اسرائیل (به عبری: זרוע היבשה של ישראל) بخشی از نیروهای دفاعی اسرائیل است. نیروی زمینی ارتش اسرائیل زیر نظر ستاد کل نیروهای دفاعی اسرائیل فعالیت می‌کند.
طبق دستور وزیر دفاع، داوید بن گوریون، در ۲۶ مه ۱۹۴۸، نیروهای دفاعی اسرائیل رسماً به عنوان یک ارتش وظیفه متشکل از گروه شبه‌نظامی هاگانا، شامل گروه‌های شبه‌نظامی ایرگون و لهی، تأسیس شدند. نیروهای زمینی در تمام عملیات‌های نظامی اصلی کشور - از جمله جنگ اعراب و اسرائیل در سال ۱۹۴۸، بحران سوئز در سال ۱۹۵۶، جنگ شش‌روزه در سال ۱۹۶۷، جنگ یوم کیپور در سال ۱۹۷۳، عملیات انتبه در سال ۱۹۷۶، جنگ لبنان در سال ۱۹۸۲، انتفاضه اول در سال‌های ۱۹۸۷ تا ۱۹۹۳، انتفاضه دوم در سال‌های ۲۰۰۰ تا ۲۰۰۵، جنگ لبنان در سال ۲۰۰۶ و جنگ غزه (۲۰۰۸ تا ۲۰۰۹) - فعالیت کرده‌اند. در حالی که در ابتدا ارتش اسرائیل در سه جبهه - علیه لبنان و سوریه در شمال، اردن و عراق در شرق و مصر در جنوب - فعالیت می‌کرد، پس از پیمان صلح مصر و اسرائیل در سال ۱۹۷۹، در جنوب لبنان و سرزمین‌های فلسطینی، از جمله انتفاضه اول و دوم، متمرکز شده است.
نیروهای زمینی از چندین فناوری توسعه‌یافته در اسرائیل مانند تانک اصلی جنگی مرکاوا، نفربر زرهی آخزاریت، سیستم دفاع موشکی گنبد آهنین، سیستم حفاظت فعال تروفی برای وسایل نقلیه و تفنگ‌های تهاجمی جلیل و تاور استفاده می‌کنند. مسلسل دستی یوزی در اسرائیل اختراع شد و تا دسامبر ۲۰۰۳ توسط نیروهای زمینی مورد استفاده قرار گرفت و به خدمتی که در سال ۱۹۵۴ آغاز شده بود، پایان داد. از سال ۱۹۶۷، ارتش اسرائیل روابط نظامی نزدیکی با ایالات متحده داشته است، از جمله همکاری‌های توسعه‌ای، مانند سیستم دفاع لیزری و سیستم دفاع موشکی ارو.
نیروی زمینی به‌همراه نیروی هوایی اسرائیل و نیروی دریایی اسرائیل وظیفهٔ «حفظ کیان و استقلال کشور اسرائیل و عقیم کردن تلاش‌های دشمنان آن در مختل کردن روال عادی زندگی در داخل کشور» را بر عهده دارند.